# Maria van Guise (1615-1688)
Maria van Guise (Parijs, 15 augustus 1615 - aldaar, 3 maart 1688) was van 1675 tot aan haar dood hertogin van Guise en Joyeuse en prinses van Joinville. Ze behoorde tot het huis Guise.

## Levensloop
Maria was een dochter van hertog Karel I van Guise uit diens huwelijk met Henriette Catharina van Joyeuse, dochter van hertog Hendrik van Joyeuse. Van 1634 tot 1643 leefde ze met haar familie in ballingschap in Florence, waar ze nauwe relaties aanknoopte met het huis Medici en haar voorliefde voor Italië en met name Italiaanse muziek ontdekte. Rond 1650 huwde ze morganatisch met Claude de Bourdeille, graaf van Montrésor. Ze kregen verscheidene kinderen, wier bestaan nooit publiekelijk werd erkend. Niettemin dreigde ze vaak haar kinderen te erkennen als ze haar zin niet kreeg.
Als voogdes van haar minderjarige neef Lodewijk Jozef van Guise werd ze belast met de taak om het huis Guise terug te brengen naar de glorie van weleer. Dit hield in dat ze voor haar neef een fraaie residentie en een prestigieuze bruid moest zoeken. Wat het eerste betrof gaf Maria in 1666 aan architect Jacques Gabriel de opdracht om het Hôtel de Guise, de belangrijkste residentie van het huis Guise, uitgebreid te renoveren. Ook liet ze de tuin van het Hôtel volledig opnieuw aanleggen door de beroemde tuinarchitect André Le Nôtre. Inzake het huwelijk van haar neef slaagde ze erin hem uit te huwelijken aan Elisabeth Margaretha van Orléans, dochter van hertog Gaston van Orléans en nicht van koning Lodewijk XIV van Frankrijk. Het huwelijk werd op 5 mei 1667 gevierd en vervolgens namen de pasgehuwden hun intrek in het Hôtel de Guise, waar ook Maria woonde.
In 1671 overleed haar neef, waarna diens weduwe en Maria vochten om de voogdij van Lodewijk Jozefs zoon Frans Jozef, het laatste mannelijke lid van de hoofdlinie van het huis Guise. Maria van Guise won de strijd, maar het regentschap duurde slechts enkele jaren: in 1675 stierf Frans Jozef toen hij vier jaar oud was. Na de dood van de jongen werd ze hertogin van Guise en Joyeuse en prinses van Joinville en kwam ze in het bezit van de vaste inkomens die deze landerijen opleverden. Ze gebruikte haar inkomsten niet alleen om een lumineus leven te leiden, maar ook om projecten te ondersteunen die haar nauw aan het hart lagen.
Vanaf 1670 patroneerde ze componist Marc-Antoine Charpentier, wiens carrière ze voortstuwde door commissies te vragen van mensen of instellingen die voortdurend op zoek waren naar haar steun. Haar patronage zou verschillende belangrijke werken van Charpentier beïnvloeden, de meeste ervan waren devotioneel en sterk beïnvloed door Italiaanse muziek. In de vroege jaren 1670 begon Maria ook met het samenstellen van een klein huishoudelijk ensemble van muzikanten die stukken opvoerden van verschillende Franse en Italiaanse componisten, waaronder ook Marc-Antoine Charpentier. In de jaren 1680 liet ze het orkest uitbreiden, totdat dit in grootte en kwaliteit kon wedijveren met de ensembles van soevereine vorsten. In de loop der jaren stelde ze Charpentier en zijn muzikanten ter beschikking van de weduwe van haar neef, voor uitvoeringen in kerken en aan het koninklijk hof.
Nadat twee mensen in haar nabije omgeving kort na elkaar waren gestorven, vond Maria haar troost in devotie. Met de hulp van priester Nicholas Barré stichtte ze een instituut dat leerkrachten opleidde en scholen en hospitalen oprichtte voor meisjes en armen in Parijs en haar landerijen op het platteland. 
In maart 1688 overleed Maria van Guise op 72-jarige leeftijd. Daar ze geen wettelijke nakomelingen had, werden haar landerijen verdeeld onder familieleden: Hendrik III Julius van Bourbon-Condé werd hertog van Guise, Karel van Lotharingen-Commercy hertog van Joyeuse en haar nicht Anne Marie Louise van Orléans, beter bekend als la Grande Mademoiselle, werd prinses van Joinville. In een poging la Grande Mademoiselle te onterven, wilde Maria het Hôtel de Guise nalaten aan Charles François de Stainville, graaf van Couvonges, maar na druk uitgeoefend door haar erfgenamen werd haar testament in 1689 door het Parlement van Parijs ongeldig verklaard.